# Kaszubskie nuty
Kaszubskie nuty (kasz. Kaszëbsczé nótë, inne nazwy: Alfabet kaszubski, Abecadło kaszubskie) – tradycyjna pieśń kaszubska, będąca jednym z najbardziej rozpoznawalnych elementów folkloru kaszubskiego.

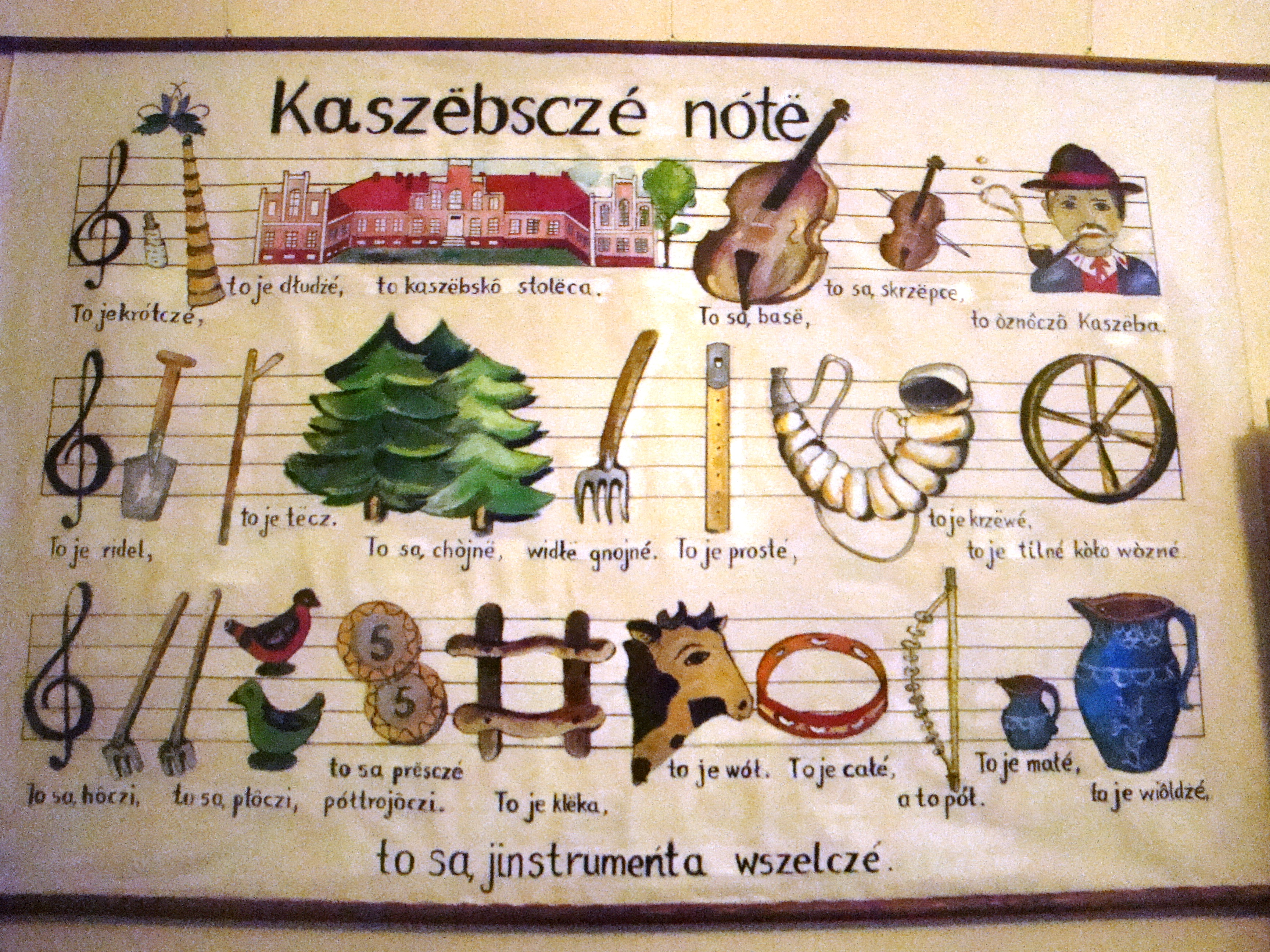
Tablica z Kaszubskimi nutami w zasobach Muzeum Piśmiennictwa i Muzyki Kaszubsko-Pomorskiej w Wejherowie

Pieśń jest wyliczanką, a nieodzowna do jej wykonania jest plansza z rysunkami – równolegle do śpiewanego tekstu jedna osoba wskazuje odpowiedni obrazek na pięciolinii (stąd jedna z używanych nazw: kaszubskie nuty). Śpiewane są kolejno trzy pięciolinie, z tym, że po dojściu do końca każdej z nich powraca się w odwrotnej kolejności do początku (w ten sposób z każdą kolejną zwrotką tekst piosenki wydłuża się). Pieśń śpiewana jest wolno, z pewnym namaszczeniem, choć w pierwotnej wersji miała szybkie tempo.

## Tekst
| w języku kaszubskim | tłumaczenie tekstu |
| --- | --- |
| To je krótczé, to je dłudżé, to kaszëbskô stolëca, to są basë, to są skrzëpczi, to òznôczô Kaszëba. Òznôczô Kaszëba, basë, skrzëpczi, krótczé, dłudżé, to kaszëbskô stolëca. To je ridel, to je ticz, to są chòjnë, widłë gnojné. Chòjnë, widłë gnojné, ridel, ticz, òznôczô Kaszëba, basë, skrzëpczi, krótczé, dłudżé, to kaszëbskô stolëca. To je prosté, to je krzëwé, to je slédné [tilné] kòło wòzné. Slédné kòło wòzné, prosté, krzëwé, chòjnë, widłë gnojné, ridel, ticz, òznôczô Kaszëba, basë, skrzëpczi, krótczé, dłudżé, to kaszëbskô stolëca. To są hôczi, to są ptôczi, to są prësczé półtrojôczi [półtorôczi]. Hôk, ptôk, półtrojôk, slédné kòło wòzné, prosté, krzëwé, chòjnë, widłë gnojné, ridel, ticz, òznôczô Kaszëba, basë, skrzëpczi, krótczé, dłudżé, to kaszëbskô stolëca. To je klëka, to je wół, to je całé, a to pół. Całé, pół, klëka, wół, hôk, ptôk, półtrojôk, slédné kòło wòzné, prosté, krzëwé, chòjnë, widłë gnojné, ridel, ticz, òznôczô Kaszëba, basë, skrzëpczi, krótczé, dłudżé, to kaszëbskô stolëca. To je môłé, a to wiôldżé, to są jinstrumenta wszelczé. | To jest krótkie, to jest długie, to kaszubska stolica. To są basy, to są skrzypce, to oznacza Kaszuba. Oznacza Kaszuba, basy, skrzypce, krótkie, długie, to kaszubska stolica. To jest szpadel [rydel], to jest tyczka, to sosny, widły do gnoju. Sosny, widły do gnoju, szpadel, tyczka, oznacza Kaszuba, basy, skrzypce, krótkie, długie, to kaszubska stolica. To jest proste, to jest krzywe, to tylne koło wozu. Tylne koło wozu, proste, krzywe, sosny, widły do gnoju, szpadel, tyczka, oznacza Kaszuba, basy, skrzypce, krótkie, długie, to kaszubska stolica. To są haczki [motyki do kopania ziemniaków], to są ptaki, to są pruskie półtrojaki. Haczka, ptak, półtrojak, tylne koło wozu, proste, krzywe, sosny, widły do gnoju, szpadel, tyczka, oznacza Kaszuba, basy, skrzypce, krótkie, długie, to kaszubska stolica. To jest jarzmo, to jest wół, to jest całe, a to pół. Całe, pół, jarzmo, wół, haczka, ptak, półtrojak, tylne koło wozu, proste, krzywe, sosny, widły do gnoju, szpadel, tyczka, oznacza Kaszuba, basy, skrzypce, krótkie, długie, to kaszubska stolica. To jest małe, a to wielkie, to są instrumenty wszelkie. |

## Pochodzenie pieśni
Z drobnymi różnicami w melodii i tekście, pieśń znana jest na całych Kaszubach. Była przede wszystkim śpiewana na weselach, ale towarzyszyła też innym uroczystościom rodzinnym. Prawdopodobnie z powodu silnego wrośnięcia w tradycję rodzinną przyjęło się uważać, że w okresie zaborów odgrywała dużą rolę w zachowaniu języka kaszubskiego.
Przeczy temu Izydor Gulgowski, który tak opisał „kaszubskie hieroglify”:
przy okazji [wesela] widziałem kaszubskie hieroglify. Na drzwiach rysowano kredą znaki i objaśniano je śpiewanym tekstem. Sołtys Gołunia Jakub Langowski opowiedział mi, że jakieś 35 lat temu [czyli w latach 1870.] poznał tę zabawę w okolicy Żuław Wiślanych. Pierwotny tekst był niemiecki, a jego brat Wilhelm przetłumaczył go na kaszubski.
Na niekaszubskie pochodzenie pieśni wskazuje wcześniejszy opis zabawy druciarzy słowackich zanotowany przez Oskara Kolberga w 1846 roku:
[...] śpiewak w miarę jak przedmioty nią [pieśnią] objęte jedne po drugich wymienia, rysuje je zaraz kredą na stole, wybijając takt drugą ręką.
W XIX wieku zabawa znana też była na Polesiu, w Czechach, Morawach, Słowacji.
Tylko w najpopularniejszej odmianie pieśni z Kartuz występuje „kaszëbskô stolëca” i „òznaczô Kaszëba”. W pozostałych tekstach, opartych na wersji niemieckiej, zamiast kaszubskiej stolicy jest „cesarskô”, a Kaszuba zastępuje szlachcic: „to òznaczô szlachcëca”.